# Tritón (criatura)
El tritón, sin ser el dios Tritón, es la contraparte masculina de la sirena, una criatura marina legendaria con apariencia humana de cintura arriba y de pez de cintura abajo, con un parecido humano. En ocasiones se describe con un aspecto horrendo, en otras como un ser bellísimo. El término «sireno» es erróneo.

## Antigüedad
La primera imagen de un tritón podría considerarse el dios babilónico Ea, el sumerio Enki, y conocido por los griegos como Oannes. Oannes tenía un cuerpo y cola de pez pero brazos y cabeza humana, según Beroso. El dios pez Dagón de los filisteos con cuerpo de pez, podría haberse inspirado en esos dioses mesopotámicos.

### Mitología grecorromana

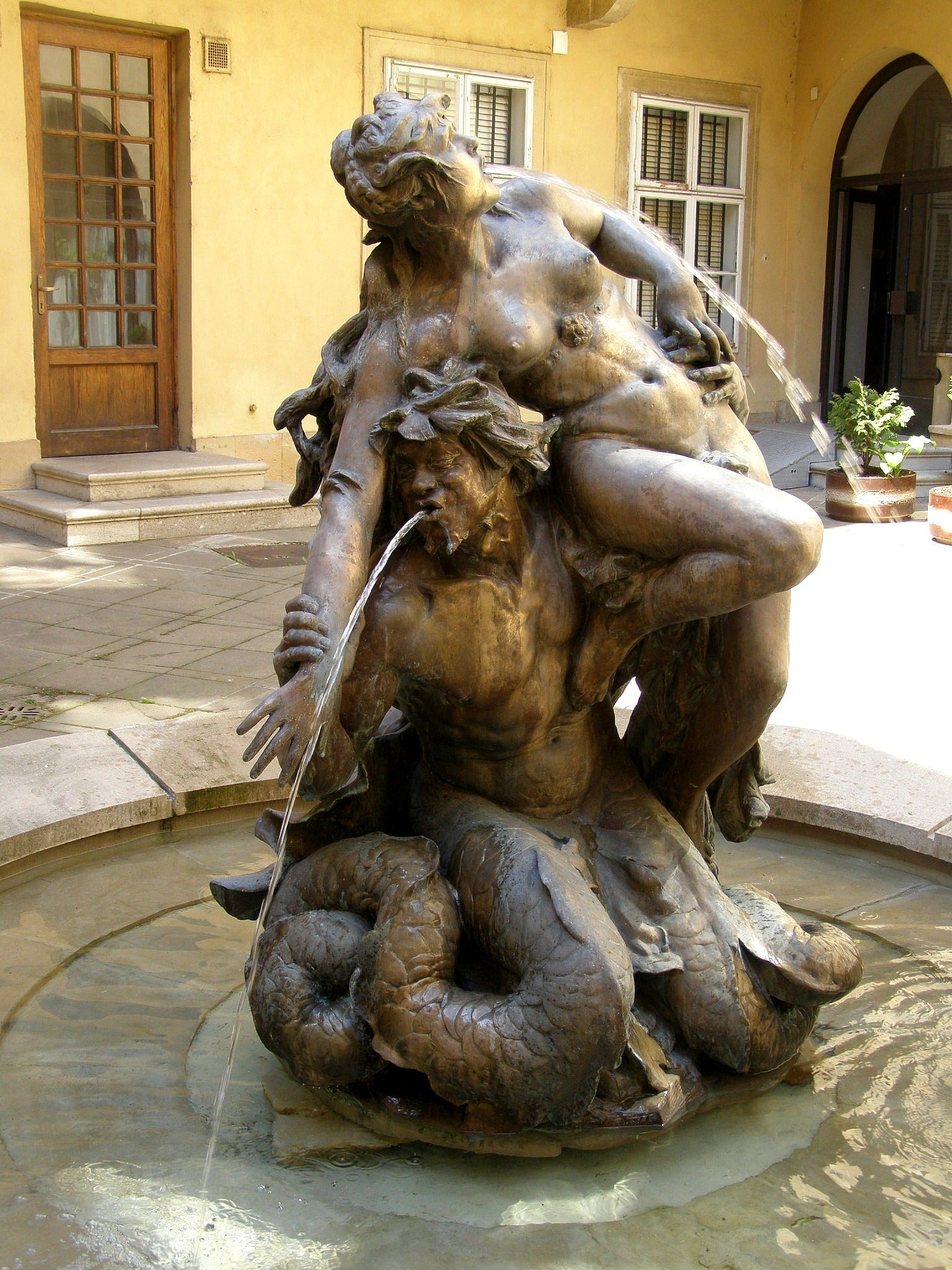
Tritón con una ninfa.

El dios marino Tritón de la mitología griega fue descrito también como mitad hombre, mitad pez, dando lugar a los tritones en el arte de la Antigua Grecia. Tritón era hijo del dios del mar Poseidon y su esposa la diosa del mar Anfitrite. Ni Poseidón ni Anfitrite y ni tritón tenían el aspecto de sirena, a pesar de que ambos podían hacer vida tanto bajo el mar como en tierra.

## Periodo renacentista

### Sátiro del mar de Gesner

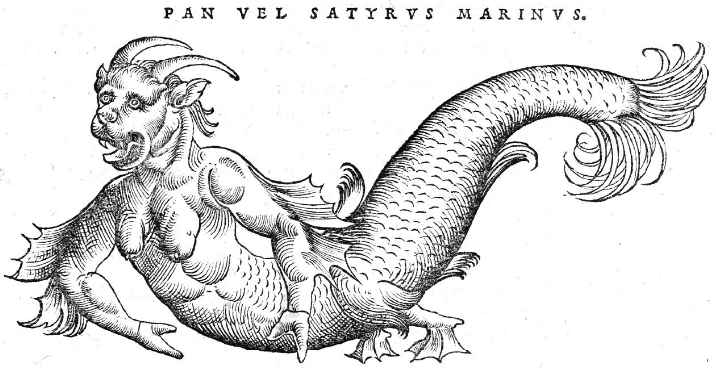
El sátiro del mar.

Conrad von Gesner en su capítulo sobre el dios Tritón en Historia animalium IV (1558) le dio el nombre de «sátiro del mar» (en latín: Pan- vel satyrus marinus) a la imagen de un artista, el cual dijo que era un «ictiocentauro» o «diablo del mar».

## Folclore germánico
El folclore islandés habla de un tritón conocido como «marbendlar» (en singular «marbendill»).

## Folclore celta
La narrativa irlandesa tradicional contaría supuestamente con criaturas similares a tritones a los que denominaban «Coomar», descritos como criaturas extremadamente feas, con cabello, piel y dientes verdes, ojos estrechos y una nariz roja, pero resultó ser un folclore falso, inventado para la obra «Soul Cages» de Thomas Keightley adaptando partes del folclores de Grimm (Deutsche Sagen n.º 25, "Der Wassermann und der Bauer").

## Heráldica
Los tritones suelen estar presentes en la heráldica británica, donde aparecen con torso, cara y brazos humanos, pero cola de pez. Suelen usarse como soportes, raramente figuras.